# Jared Bidwell
Jared Bidwell (ur. 23 lipca 1987 r.) – australijski wioślarz.

## Osiągnięcia
- Mistrzostwa Świata – Poznań 2009 – czwórka podwójna – 2. miejsce[1].